# Westliche Bodentrichterspinne
Die Westliche Bodentrichterspinne (Coelotes atropos) ist eine Spinne aus der Familie der Trichterspinnen (Agelenidae). Die Art ist in Europa und der Türkei verbreitet und bewohnt dort vorzugsweise Wälder. Seltener nimmt die Spinne auch Heidelandschaften als Habitat (Lebensraum) an.
Wie alle Bodentrichterspinnen (Coelotes) legt die terrestrische (bodenbewohnende) Westliche Bodentrichterspinne bei Steinen oder Wurzeln ein für die Gattung typisches Trichternetz an, das dem Beuteerwerb dient und in eine verborgene Wohnröhre mündet, in der sich die Spinne bei Inaktivität aufhält. Ein begattetes Weibchen fertigt einen von ihm in der Wohnröhre bewachten Eikokon an. Es betreibt die ebenfalls für die Gattung typische Brutpflege und betreut anfangs seine Nachkommen, die innerhalb der ersten Fresshäute (Häutungsstadien) beim Muttertier verweilen und sich dann von ihm und voneinander trennen.
Die Westliche Bodentrichterspinne gilt in Deutschland als stark bedroht und in Schweden als potentiell gefährdet. In Tschechien hingegen wird sie als nicht gefährdet bewertet. Auch auf Großbritannien, wo die Häufigkeit der Spinne je nach Gebiet variiert, ist dies der Fall. Es ließ sich nachweisen, dass die Art in der Lage ist, auch sehr kalten Temperaturen standzuhalten. Dies bewerkstelligt sie vermutlich durch Anti-Frost-Proteine, die ein Erfrieren verhindern.

## Merkmale

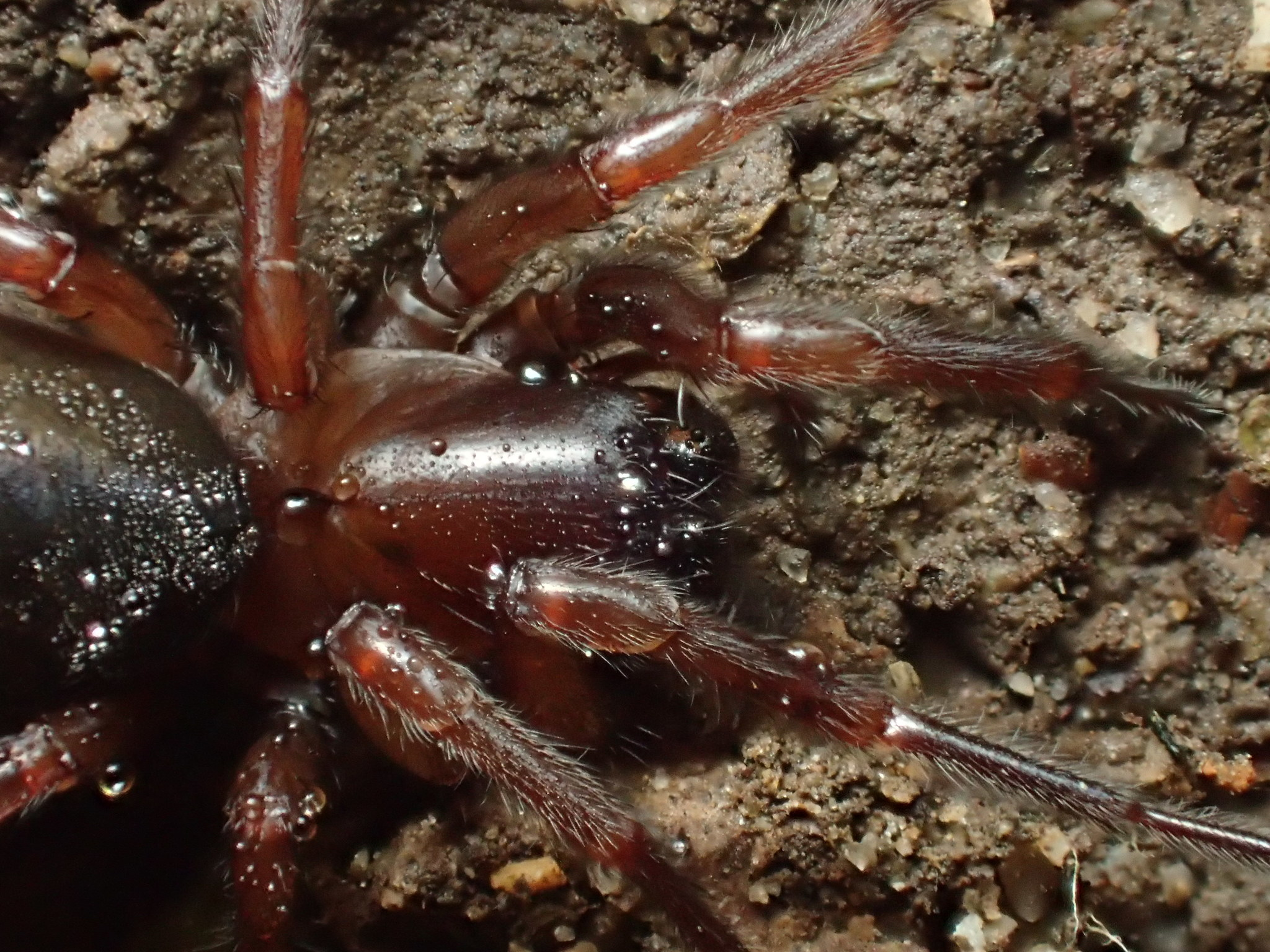
Detailansicht eines Weibchens mit Blick auf den Carapax

Das Weibchen der Westlichen Bodentrichterspinne hat nach Sven Almquist (2006) eine Körperlänge von 10,9 bis zu 14,7 und durchschnittlich 11,9 ± 1,2, das Männchen von 8,1 bis zu 10,4 Millimetern. Der grundsätzliche Körperbau der Art entspricht dem anderer Bodentrichterspinnen (Coelotes).
| Anordnung der Augen | Chelicere |
|                     |           |

### Sexualdimorphismus
Die Westliche Bodentrichterspinne hat wie viele Spinnen einen deutlichen Sexualdimorphismus (Unterschied der Geschlechter). Dieser macht sich neben den Dimensionen auch in der Farbgebung beider Geschlechter bemerkbar. Grundsätzlich ähneln sich beide, allerdings hat das Männchen einen kleineren Hinterleib (Opisthosoma) als das Weibchen.

#### Weibchen
Der Carapax (Rückenschild des Prosomas bzw. Vorderkörpers) des Weibchens hat nach Almquist eine Länge von 4,82 bis 6,01, durchschnittlich 5,77 ± 0,32 Millimetern und eine Breite von 3,22 bis 4,2, im Durchschnitt 3,59 ± 0,29 Millimetern. Das Verhältnis zwischen Länge und Breite des Carapax beläuft sich nach dem Autor auf 1,47 zu ± 0,05 und seine Neigung ist 10 Grad. Der Carapax des Weibchens hat eine olivbraune Farbgebung. Der kephale (am Kopf gelegene) Bereich erscheint lang und gewölbt und der thorakale (an der Brust gelegene) weist dunkle Radialfurchen auf. Die Cheliceren (Kieferklauen) sind beim Weibchen dunkelbraun bis fast schwarz, wobei dessen Klauenglieder rötlich gefärbt sind. Das Sternum (Brustschild des Prosomas) ist beim Weibchen olivbraun und mit langen schwarzen Setae (chitinisierten Haaren) versehen. Seine Beine  erscheinen überwiegend bräunlich, allerdings sind die Femora (Schenkel) der beiden vorderen Beinpaare dunkelbraun gefärbt.
Das Opisthosoma des Weibchens ist dorsal (oben) fast schwarz mit kleinen helleren Punkten. Das anteriore (vordere) Herzmal hat eine schwarze Färbung. Median (mittig) befindet sich auf dem Opisthosoma ein Paar gräulicher Flecken und posterior (hinten) hat es graue Winkelflecken. Ventral (unten) ist die Grundfarbe der Opisthosoma  grauschwarz mit einigen kleinen helleren Punkten. Die Opercula (Lungendeckel der Buchlungen) erscheinen hell gelblich.

#### Männchen
Beim Männchen ist der olivbraune Carapax laut Almquist 4,01 bis 5,10 Millimeter lang und 2,85 bis 3,54 Millimeter breit und um 4 Grad geneigt. Der kephale Teil ist langgezogen und gewölbt und der thorakale besitzt wie beim Weibchen dunkle Radiärfurchen. Die Cheliceren des Männchens ähneln farblich denen des Weibchens, wobei lediglich die Spitze der Klauenglieder rötlich erscheint. Das Sternum des Männchens ist mit dem des Weibchens identisch, was auch auf seine Beine zutrifft, wobei die Braunfärbung beim Männchen weniger kräftig ist.
Die Dorsalfläche des Opisthosomas ist beim Männchen dunkel olivbraun und hat posterior wie beim Weibchen dunkle Winkelflecken. Seine Ventralfläche ist olivbraun. Die Opercula des Männchens sind weißlich.

### Genitalmorphologische Merkmale
Die Patella (Glieder zwischen Femora und Tibien) der Pedipalpen (umgewandelte Extremitäten im Kopfbereich) des Männchens besitzen eine ausgeprägte, lange, und kräftige retrolaterale (hinten seitliche) Apophyse (Fortsatz). mit drei kurzen, gerundeten Fortsätzen. Die distale Kante dieser Apophyse verläuft gerade. Die für männliche Bodentrichterspinnen (Coelotes) typische Apophyse an der Tibia (Schiene) am Pedipalpus ist bei dieser Art breit gebaut. Bei einem einzelnen Bulbus (männliches Geschlechtsorgan) der Westlichen Bodentrichterspinne ist dessen Cymbium (erstes und vorderes Sklerit bzw. Hartteil des Bulbus) mit mehreren kräftigen Stacheln versehen und sein Embolus (drittes und letztes Sklerit) erscheint ebenfalls breit sowie gebogen. Der Konduktor (Fortsatz des Bulbus) hat eine breite und gerundete Spitze.
Die Epigyne (weibliches Geschlechtsorgan) ist anterolateral (vorne seitlich) ausgebuchtet und erscheint undeutlich. Das vergleichsweise große Septum (Trennwand) bedeckt den größten Teil des Atriums (Vorhof) mit Ausnahme des posterioren Teils. Die außen sichtbaren Teile der Epigyne sind stark sklerotisiert und die lateralen mit kleinem Höckern versehen. Die Kopulationsöffnung befinden sich in der Nähe der epigastrischen (beim Magen gelegenen) Furche und die Kopulationsgänge sind kurz und breit. Die Spermatheken (Samentaschen) erscheinen kräftig.

### Differenzierung von der Gewöhnlichen Bodentrichterspinne

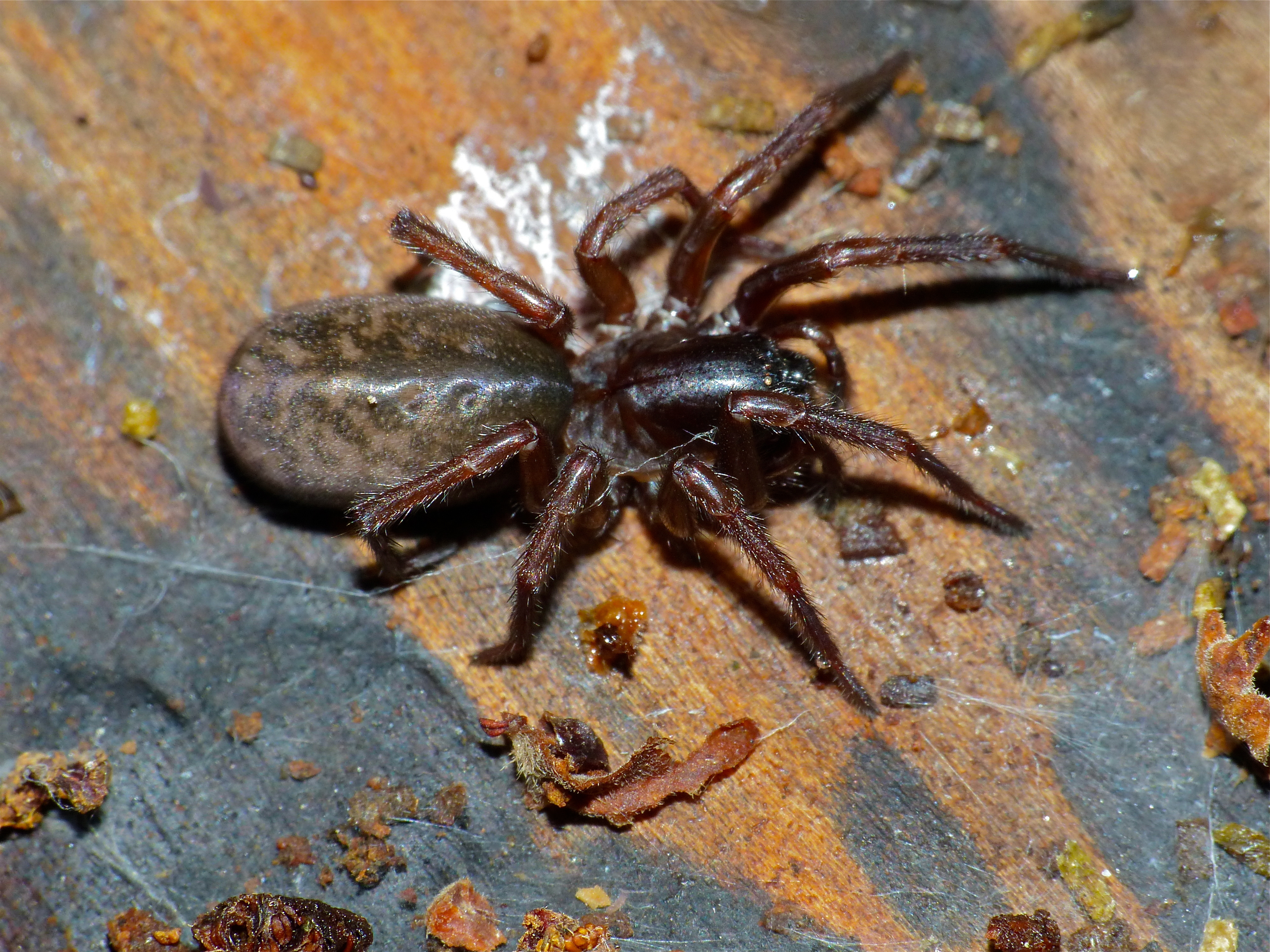
Weibchen der Gewöhnlichen Bodentrichterspinne (C. terrestris)

Obwohl sich alle Bodentrichterspinnen (Coelotes) nach ihrem Habitus (Erscheinungsbild) einander ähneln, hat die Westliche Bodentrichterspinne die meisten Gemeinsamkeiten mit der Gewöhnlichen Bodentrichterspinne (C. terrestris), deren Opisthosoma allerdings meist dunkler gefärbt und deutlicher gezeichnet ist. Beim Männchen der Gewöhnlichen Bodentrichterspinne ist die Patellarapophyse an einem Pedipalpus mit einer deutlich eingebuchteten distalen Kante ausgestattet und der Konduktor hat eine schmale, kurze Spitze. Die distale Kante des Konduktors erscheint deutlich eingebuchtet. Die Epigyne weist parallele Lateralränder auf und der anteriore Rand ist deutlich markiert.

## Vorkommen

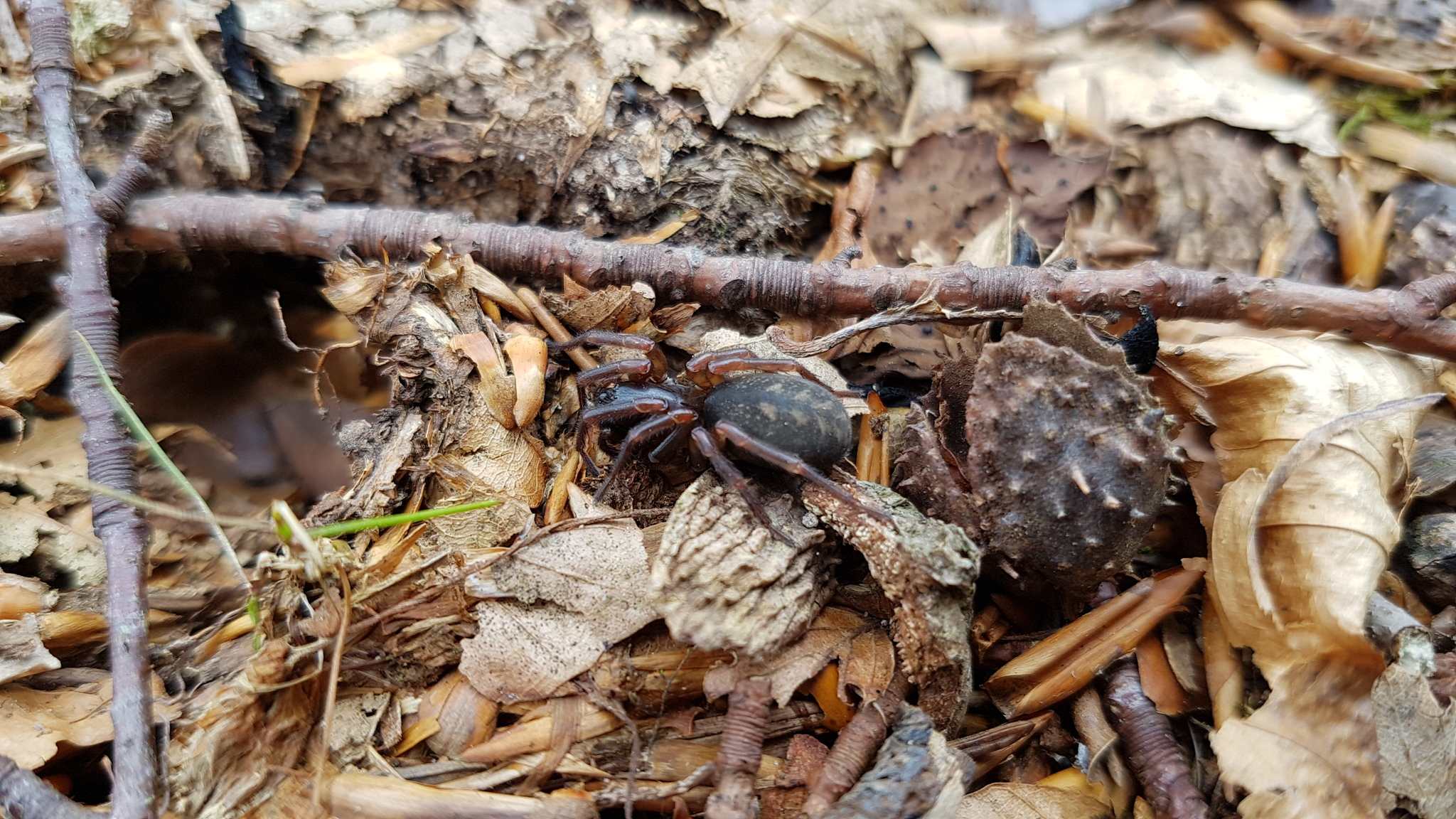
Weibchen auf der Streuschicht, gefunden im dänischen Ort Vejle

Das Verbreitungsgebiet der Westlichen Bodentrichterspinne erstreckt sich über Europa und die Türkei. In Kontinentaleuropa wurde die Spinne bislang in Schweden, Dänemark, Deutschland, Belgien, Frankreich, der Schweiz, Polen, Belarus, der Slowakei, der Ukraine, Tschechien, Ungarn, Rumänien, Serbien, Slowenien, Kroatien, Nordmazedonien und Bulgarien nachgewiesen. Das angenommene Vorkommen der Art in Luxemburg wird mittlerweile angezweifelt und dürfte von Verwechslungen mit der dort verbreiteten und ähnlichen Gewöhnlichen Bodentrichterspinne (Coelotes terrestris) herrühren.
Außerdem kommt die Westliche Bodentrichterspinne in Großbritannien vor, wo sie in Wales und dem Nordwesten Englands sowie in Hochlandgebieten im Südwesten Englands weit verbreitet ist. Dafür fehlt die Art auf der Insel in weiten Teilen des Südostens Englands und Schottlands. Auf Großbritannien ist die Spinne auf Höhen von 2 bis zu 950 Metern über dem Meeresspiegel nachgewiesen.

### Lebensräume
Das Habitat (Lebensraum) der Westlichen Bodentrichterspinneist sind allgemein Wälder, wobei allerdings Gebirgswälder bevorzugt werden, wo die Art unter Steinen gefunden werden kann. Daneben ist die Spinne auch an Baumstämmen in Feuchtwäldern und dort besonders unter lockerer Rinde von Birken (Betula) sowie  in Torfmooren anzutreffen. Die Westliche Bodentrichterspinne kann außerdem fernab von Wäldern in Heiden mit Büschen vorkommen.

### Gefährdung
Die Westliche Bodentrichterspinne ist allgemein selten nachgewiesen. In der Roten Liste gefährdeter Arten Tiere, Pflanzen und Pilze Deutschlands (2016) wird die Art in die Kategorie 2 (stark gefährdet) eingestuft, da sie in Deutschland sehr selten ist und ihre Bestände auf lange Sicht mäßig rückgängig sind, während für Analysen auf kurze Sicht nicht genug Daten vorliegen. Die Wertung der Bestandssituation hat sich seit der vorherigen Version dieser Roten Liste von 1996 nicht geändert.
In der Roten Liste der Spinnentiere Schwedens (2003) wird die Spinne nach IUCN-Maßstab in der Kategorie „Near Threatened“ (potentiell gefährdet) erfasst, während sie im Gegensatz dazu in der Roten Liste der Spinnen Tschechiens (2015) in der Kategorie „Least Concern“ (nicht gefährdet) gelistet wird. Gleiches ist in der Roten Liste Großbritanniens (2017) der Fall, wo die Westliche Bodentrichterspinne vor allem im westlichen Teil der Insel häufig ist, obgleich sie in Richtung Schottland seltener wird. Im Südosten Englands ist die Art sehr selten.

## Lebensweise
| Trichternetz | Eikokon unter Baumrinde |
|              |                         |

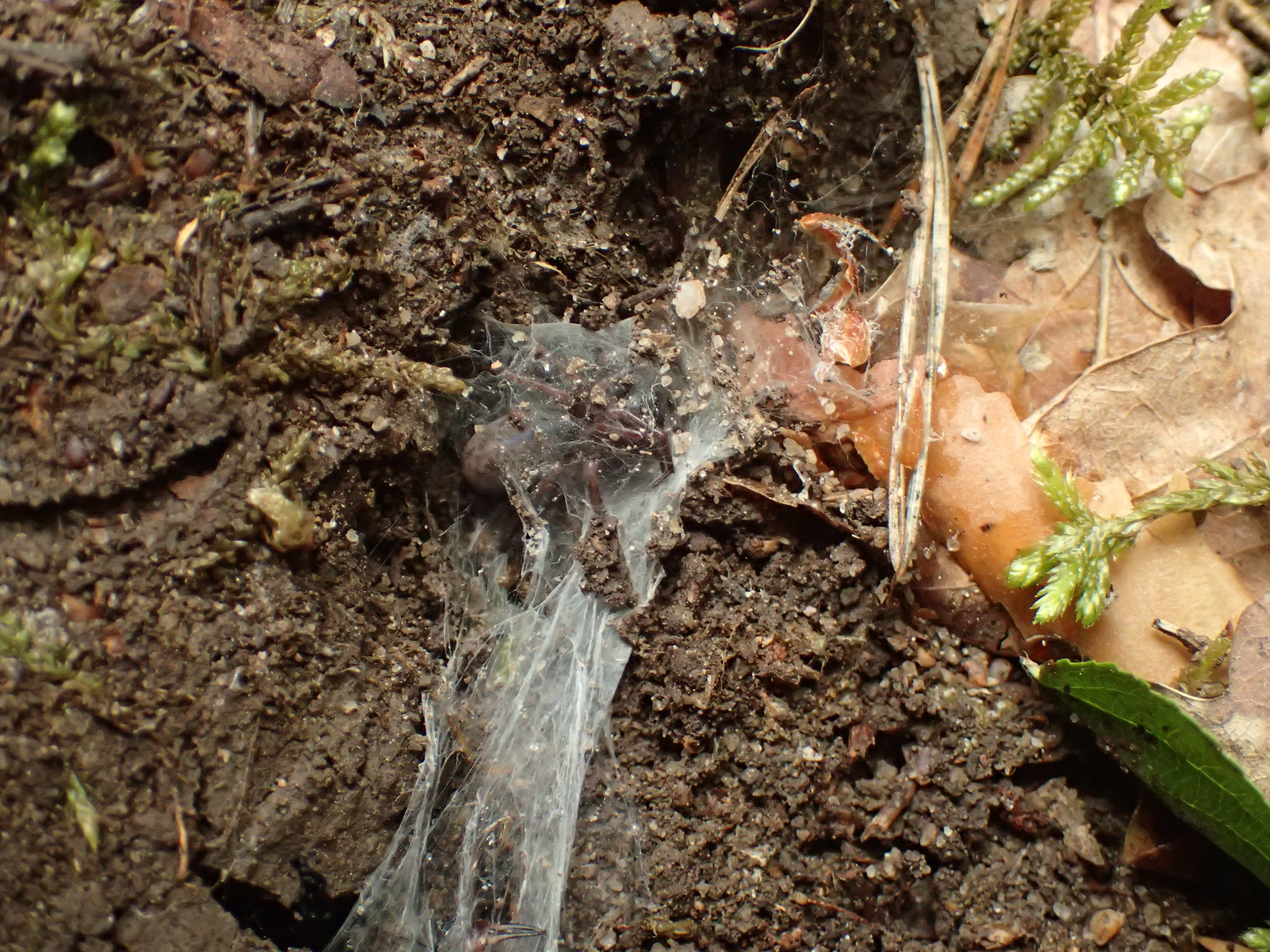
Weibchen in der Wohnröhre seines Trichternetzes, unten sind die Reste eines von der Spinne verzehrten Ohrwurms erkennbar.

Die wie alle Bodentrichterspinnen (Coelotes) entsprechend des Trivialnamens terrestrische (bodenbewohnenden) Westlichen Bodentrichterspinnen legen für den Beutefang oft bei Steinen oder beim Wurzelbereich von Bäumen ein ebenfalls für die Gattung typisches Trichternetz an. Das Netz mündet in einer Wohnröhre unter Felsen oder an Baumstämmen, in der sich die Spinne bei Inaktivität aufhält. Dabei werden Laub- und Nadelbäume bevorzugt. In Wäldern ließen sich Netze der Art auch an verfaulten Löchern von Bäumen nachweisen, sodass die Spinne unter Umständen auch arboreale (baumbewohnende) Tendenzen aufweist.

### Lebenszyklus
Der Lebenszyklus der Westlichen Bodentrichterspinne entspricht grundsätzlich dem anderer Bodentrichterspinnen (Coelotes). Die Phänologie (Aktivitätszeit) ausgewachsener Individuen beider Geschlechter beläuft sich auf das ganze Jahr. Die demnach auch im Winter aktive Spinne wurde in Deutschland auch noch bei Temperaturen von −6,2 °C in Aktivität nachgewiesen. Das Männchen der Westlichen Bodentrichterspinne verbleibt bei einem Weibchen in dessen Unterschlupf und vertreibt andere Männchen. Das Weibchen fertigt nach der Paarung einen Eikokon, der von ihm bewacht wird. Eikokons der Art werden im Zeitraum zwischen Mai und September gefertigt. Der linsenförmige weiße Eikokon enthält 80 bis 120 Eier und befindet sich auf den Signalfäden des Netzes im Bereich zwischen dem Netzteppich und der Wohnröhre. Das Weibchen erweitert sein Netz und fertigt eine mit Sandkörnern und Humus bekleidete „Kinderstube“ an. Etwa 24 Tage nach der Fertigung des Eikokons schlüpfen die Jungtiere.
Die für Bodentrichterspinnen typische und verglichen mit vielen anderen Spinnen ausgeprägte Brutpflege gibt es auch bei der Westlichen Bodentrichterspinne und die Jungtiere verbleiben während der ersten Fresshäute (Häutungsstadien) beim Muttertier, ehe sie sich verselbstständigen. Dieses berührt seinen Nachwuchs nicht selten mit seinen Pedipalpen. Die Jungtiere zeigen ebenso oft das für Bodentrichterspinnen typische bettelartige Verhalten um Nahrung gegenüber dem Muttertier, indem sie es jeweils mit dem ersten Beinpaar und den Pedipalpen berühren. Sollte ein Beutetier noch lebendig und somit nicht für den Verzehr geeignet sein, führt das Muttertier zur Signalisierung eine stampfartige Bewegung mit seinen hinteren Beinen aus und die Jungtiere ziehen sich in den Unterschlupf des Netzes zurück, bevor sie nach einer Weile für einen neuen Anlauf zurückkehren. Große Beute wird vom Muttertier zerstückelt und mit Sekreten aus seiner Mundöffnung vermengt und dann mit den Jungtieren geteilt.

### Einfluss niedriger Temperaturen
Cassie W. Aitchison  belegte 1981, dass juvenile Exemplare der Westlichen Bodentrichterspinne bei Temperaturen von über 8 oder 10 °C viel Nahrung aufnehmen, während sie ab 6 °C das Erlegen von Beutetieren erheblich einschränken. Bei Temperaturen von unter 4° Celsius war innerhalb der Versuchsreihe die Nahrungsaufnahme nahezu gänzlich eingestellt und die Versuchstiere fraßen Fliegen in einer Menge von 0,57 ± 1,38 innerhalb von 10 Tagen. Aitchison wies außerdem nach, dass wie bei vielen anderen Wirbellosen auch bei der Westlichen Bodentrichterspinne eine Unterbrechung des Wachstums innerhalb der Winterzeit auftritt. Innerhalb einer Zeitperiode von 120 bis 290 Tagen häuteten sich bei ihren Versuchen lediglich Versuchstiere, die bei 8 oder 10 °C gehalten wurden, während bei den in niedrigeren Temperaturen gehaltenen Exemplaren eine Häutung verhindert wurde. Diese Resultate lassen darauf schließen, dass ein physiologischer Wechsel bei der Westlichen Bodentrichterspinne bei Temperaturen um 7° Celsius stattfindet und auch das Wachstum bei Temperaturen zwischen 6 und 8 °C eingeschränkt wird. Bemerkenswert ist, dass die Höchstrate der Überlebenschancen bei ausgewachsenen Individuen der Art bei Temperaturen um 6 °C liegt.
Die Westliche Bodentrichterspinne hat wie andere Spinnen im Winter durch das reduzierte Bedürfnis auf Nahrungsaufnahme einen Ausgleich, insbesondere bei Temperaturen um 2 °C, da dann das Nahrungsangebot für die Spinne entsprechend knapper ausfällt als in den wärmeren Jahreszeiten. Allerdings sind die Temperaturen unter Steinen in Bodennähe und somit im bevorzugten Mikrohabitat der Art um einige Grade wärmer als die der umliegenden Bereiche.
Die thermoregulatiorische (an die Außenwelt anpassbare) Fähigkeit der Westlichen Bodentrichterspinne ermöglicht dieser auch, vergleichsweise lebensfeindliche Gebiete wie Bergspitzen zu bewohnen, was durch Akklimatisierung (physiologische Anpassung) an niedrige Temperaturen erfolgt, indem sie einem Erfrieren entgegenwirkt. Dabei ist allerdings noch nicht erforscht, wie die Spinne das bewerkstelligt. Vermutlich geschieht dies mittels Anti-Frost-Proteinen, die im Mitteldarm synthetisiert (durch chemische Verbindungen hergestellt) werden. Der ontogenetische (sich individuell entwickelnde) Rückgang der Präventionsfähigkeit gegen Erfrieren in Kombination mit zeitlichen und räumlichen Klimaschwankungen kann aus Adaptionen des Lebenszyklus resultieren. Sind die Temperaturen zu Anfang eines Winters niedrig, kann ein Weibchen mit Nachwuchs sterben. Dieser ernährt sich nach dem Prinzip der Matriphage vom Muttertier  und sichert sich somit sein Überleben. Ist ein Winter vergleichsweise mild, kann ein ausgewachsenes Weibchen auch mit Nachkommen überleben und sich im folgenden Frühling erneut fortpflanzen. Mithilfe dieser Adaptionsfähigkeit ist die Westliche Bodentrichterspinne für viele Klimata gut gewappnet.

## Systematik

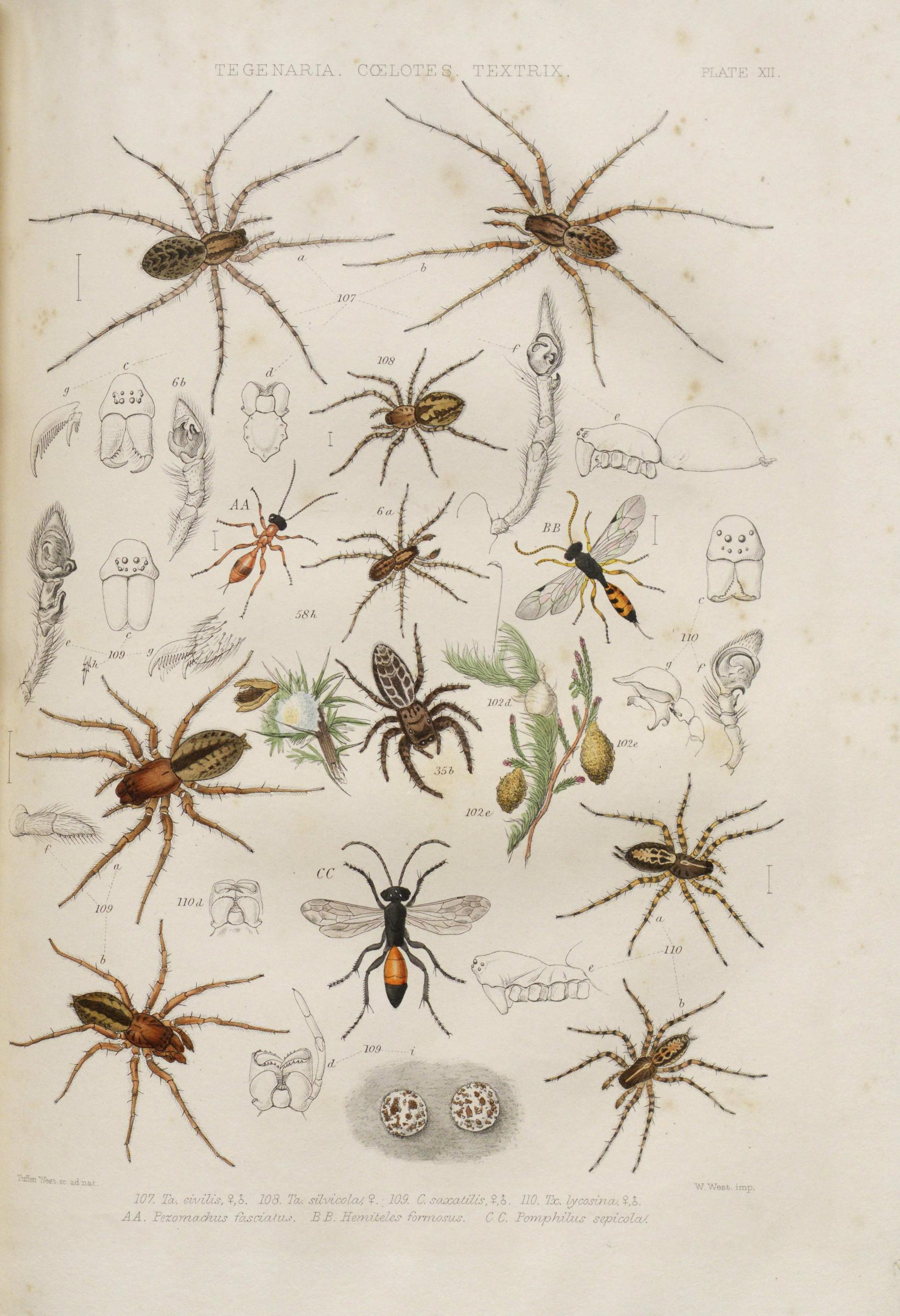
Ausschnitt aus A History of the Spiders of Great Britain and Ireland (1861–1864) von John Blackwall mit der hier als Coelotes saxatilis bezeichneten Westlichen Bodentrichterspinne

Die Systematik der Westlichen Bodentrichterspinne durchlief mehrere Änderungen. Sie ist heute die Typusart der Bodentrichterspinnen (Coelotes).

### Beschreibungsgeschichte
Die Westliche Bodentrichterspinne wurde bei ihrer Erstbeschreibung  1830 von Walckenaer anfangs in die Gattung Drassus (heute ein Synonym für die Eigentlichen Plattbauchspinnen (Gnaphosa)) mit der Bezeichnung D. atropos eingeordnet. Die heute gängige Bezeichnung C. atropos der Art wurde bereits 1875 von Eugène Simon angewandt, als dieser sie zeitgleich erstmalig den Bodentrichterspinnen (Coelotes) zuordnete und sie ist seit einer weiteren Anwendung 1973 durch Rose de Blauwe die durchgehende Bezeichnung der Spinne.

### Synonymisierte Unterarten
John Edward Hull beschrieb 1955 die beiden Unterarten C. a. anomalus und C. a. silvestris der Westlichen Bodentrichterspinne, die 2015 von Rainer Breitling, Martin Lemke, Tobias Bauer, Michael Hohner, Arno Grabolle und Theo Blick wieder mit der Westlichen Bodentrichterspinne synonymisierten und sie damit ihren Status als Unterarten verloren. Grund dafür ist, dass es sich bei beiden angeblichen Unterarten nicht um Unterarten im eigentlichen Sinne handelt, sondern um individuelle Formen der recht varietätsreichen Art.